# ペガサス号

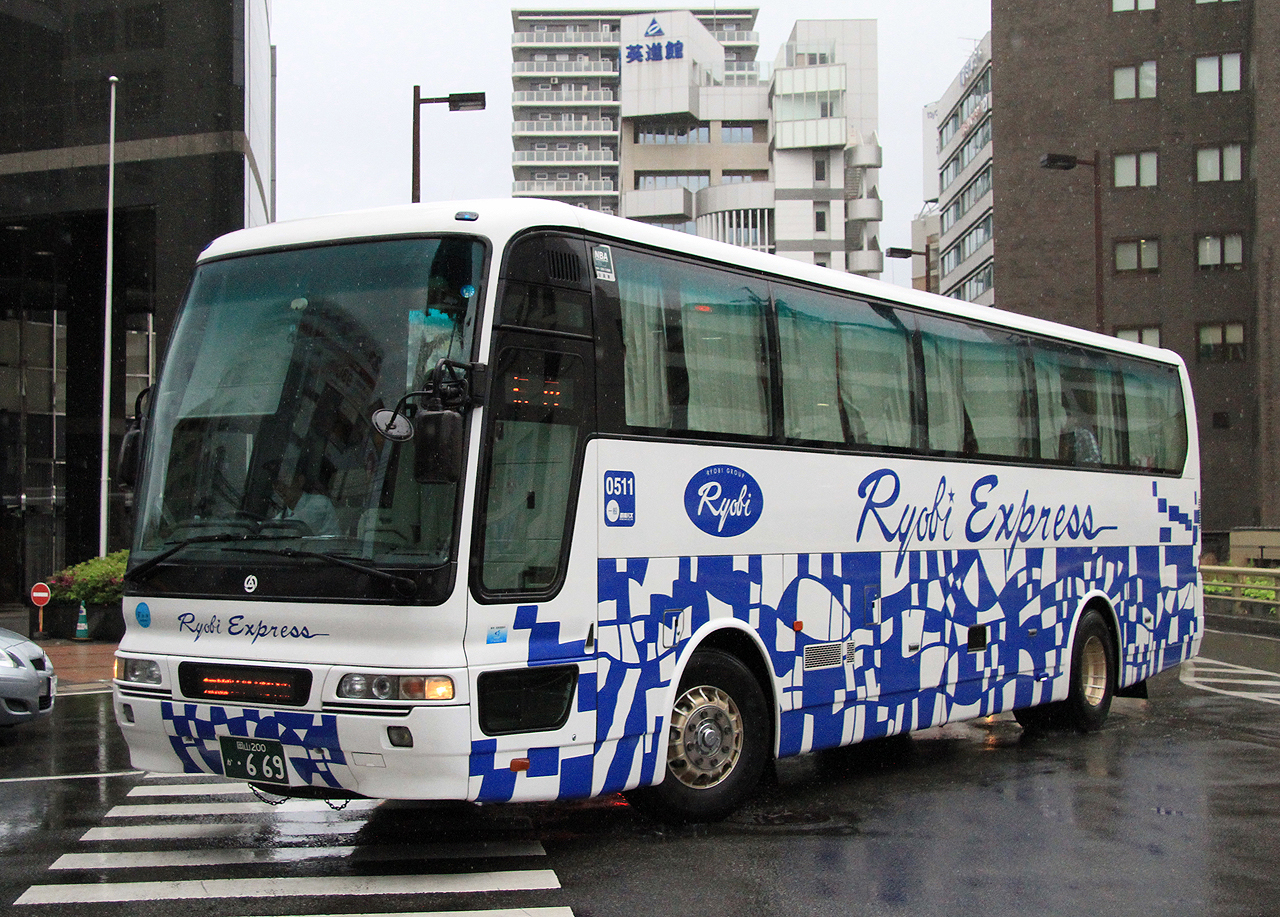
ペガサス号（両備ホールディングス）

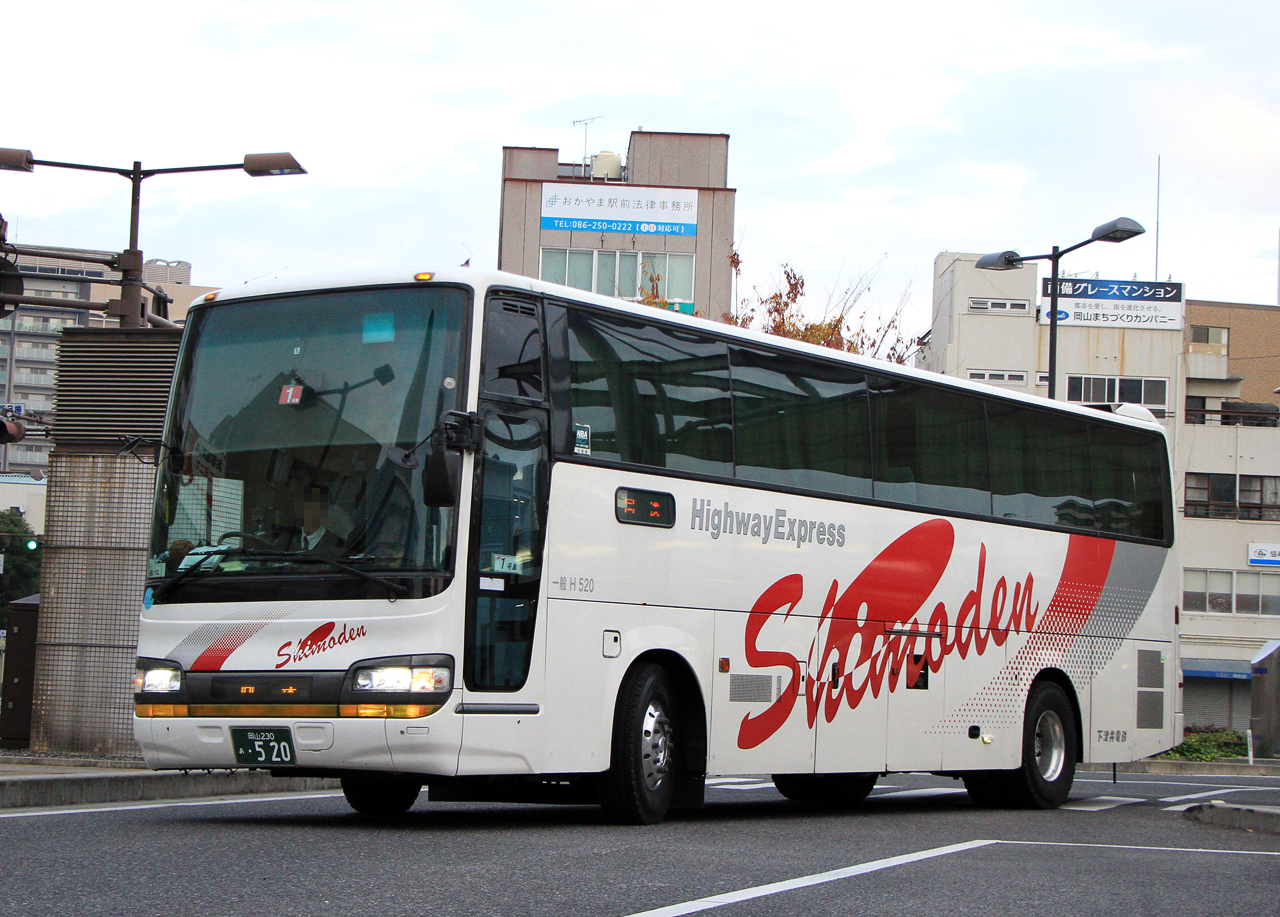
ペガサス号（下津井電鉄）

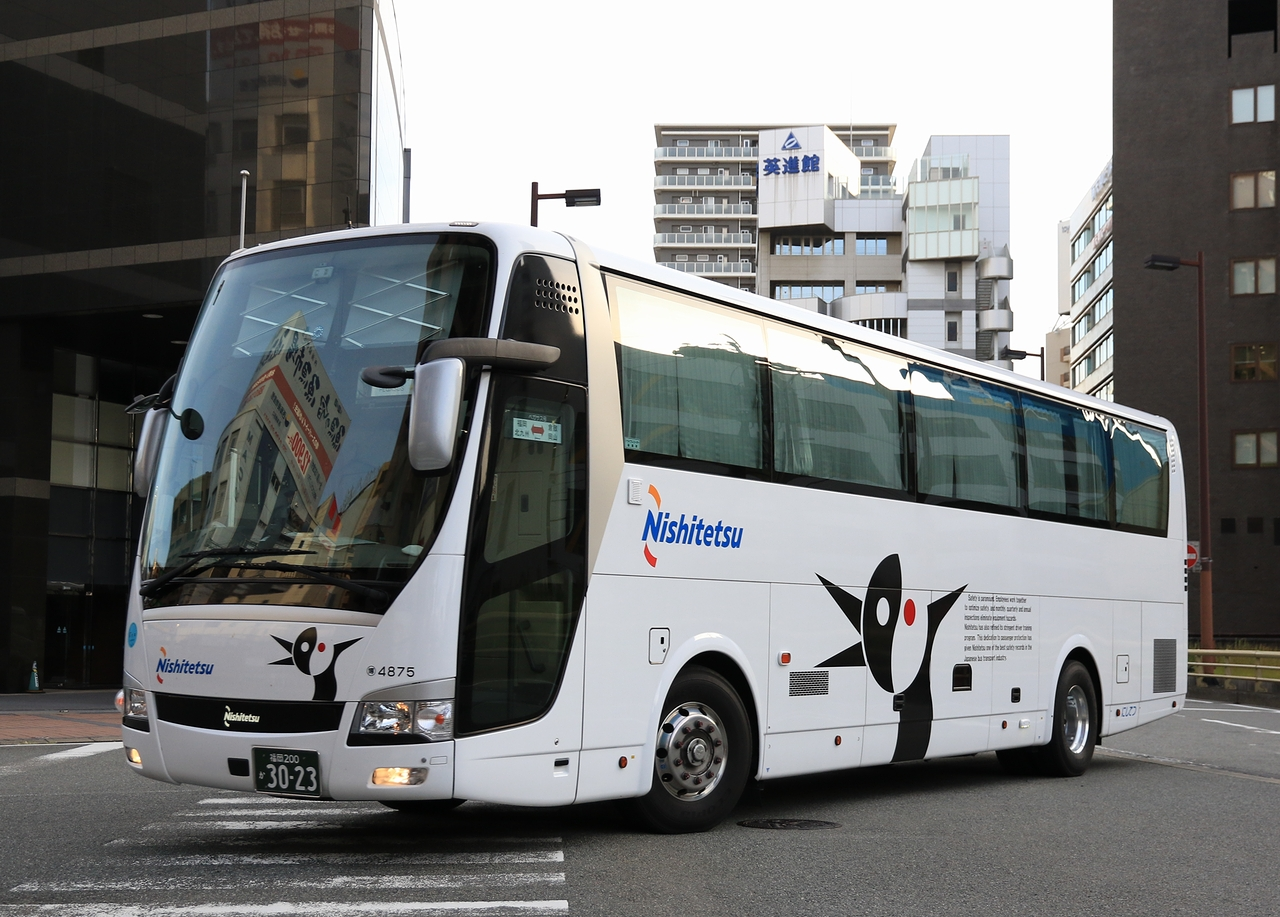
ペガサス号（西日本鉄道）
※現在は休止中

ペガサス号（ペガサスごう）は、福岡県福岡市・北九州市と岡山県倉敷市・岡山市を結ぶ高速バスである。席は全便座席指定制。乗車には予約が必要。かつては昼行便もあったが、現在は夜行便のみが運行されている。

## 運行会社
- 両備ホールディングス（両備バス）
  - 担当営業所：両備バスカンパニー岡山営業所
  - 運行形態：0.5往復を担当
- 下津井電鉄
  - 担当営業所：本社営業所
  - 運行形態：0.5往復を担当

なお、福岡側の予約発券業務は西日本鉄道がおこない、運行支援業務（折り返し整備・乗務員仮眠など）は同社愛宕浜自動車営業所が協力する。

### 過去の運行会社
- 西日本鉄道
  - 担当営業所：博多自動車営業所
  - 運行形態：0.5往復を担当

## 運行経路・停車停留所
太字は停車停留所。福岡県内のみ・岡山県内のみの利用は不可。
博多バスターミナル - 西鉄天神高速バスターミナル - 天神北ランプ - （福岡高速環状線・福岡高速１号香椎線・福岡高速4号粕屋線） - 福岡IC - （九州自動車道） - 八幡IC - （北九州高速4号線） - 黒崎IC〈引野口〉 - 足立出入口 - （国道3号・国道199号） - 砂津 - 小倉駅前 - （国道3号） - 富野出入口 - （北九州高速4号線） - 門司IC - （九州自動車道・関門橋・中国自動車道・山陽自動車道） - 倉敷IC - （国道429号） - 倉敷駅北口 - （国道429号） - 岡山駅西口
- 黒崎IC〈引野口〉は当ICで一旦北九州高速4号線を降り、IC付近にある一般路線バスの停留所にて乗降扱いを行う。
- 岡山行はめかりPA、福岡行は道口PAで休憩する。[2]
- 全区間ワンマン運行により、途中のSA・PAにて車両点検と乗務員仮眠のための停車を行う（最初の休憩箇所以外では車外へは出られない）。下津井電鉄担当便のみ、下車時には乗務員よりジュースのサービスを受けることが出来る。

## 運行回数
- 夜行1往復

## 沿革
- 1989年4月1日 - 運行開始[1][3]。昼行、夜行各1往復[1]。
- 2010年6月1日 - 岡山駅前の乗り場をドレミの街（10番乗り場）から岡山駅西口バスターミナル（27番乗り場）へ変更し、それに伴い、岡山駅前（岡山駅西口）と天満屋バスセンターの停車順序が入れ替わり、岡山側始発地が天満屋バスセンターに変更。
- 2010年7月1日 - この日からキャナルシティ博多に停車開始。
- 2010年7月1日 - 両備バスと下津井電鉄の福岡側の運行支援業務を西日本鉄道千代自動車営業所から西日本鉄道博多自動車営業所に変更。
- 2014年12月18日 - 「高速門司港」「キャナルシティ博多」の2つの停留所が廃止
- 2015年7月1日 - 天満屋バスセンターの停車を廃止。
- 2020年12月18日 - 福岡側の始発・終着地が西鉄天神高速バスターミナルから博多バスターミナルに変更され、博多バスターミナル始発着の西鉄天神高速バスターミナル経由とし、福岡都市高速は呉服町ランプ経由から天神北ランプ経由に運行経路を変更。
- 2023年7月1日 - この日より西鉄便運行休止[4]。福岡側の予約発券ならびに運行支援業務は西鉄も引き続き行う。

## 車内設備
- 3列独立スリーピングシート
- プライベートカーテン(窓側席のみ)
- コンセント
- 化粧室
- お茶
- おしぼり
- 毛布
- スリッパ